# 维基百科文件系统
维基百科文件系统（WikipediaFS）是一个虛擬檔案系統，它允许用户查看和编辑以MediaWiki为基础的网站上的条目，就好像读写本地驱动器上的真实電腦檔案一般。这使用户可以用任何文本编辑器来直接编辑条目。WikipediaFS主要由Mathieu Blondel在SourceForge.net上开发。
WikipediaFS采用Python实现，并使用FUSE内核模块。该文件系统通过惰性求值下载和上传条目源文本的方式工作——仅文件被访问时发送HTTP请求到所选网站（读取一个文件采用GET请求，写入一个条目采用POST请求）。

## 优势
- 由于网页的局限性，编辑一个长篇维基百科条目有时很麻烦和费时。而将维基百科文件系统挂载为一个目录时，条目就变得像是一个目录中的真实文件——因此可以使用文本编辑器来编辑条目的内容，就像编辑文件。文本编辑器一般比网页浏览器更稳定，更少卡顿，并很多有拼写检查、wiki語法突顯等实用功能。
- 有助编写程序或机器人，直接轻松地读写文件，由维基百科文件系统负责HTTP层的处理。例如说，维基百科文件系统可用来执行一个MediaWiki站点到另一个MediaWiki站点的大规模内容迁移（英语：Content migration）。

## 现状
- 自2007年以来，该项目没有人员维护。
- 用户必须事先了解所要编辑页面的名称，不能逐个找到页面，因为维基百科文件系统在本地不了解哪些页面/文件存在。